# Enrico Bianco
Enrico Bianco (Roma, 1918 - 8 de marzo de 2013, Río de Janeiro) es un pintor, dibujante, grabador e ilustrador italiano que emigró al Brasil en 1937, donde permaneció hasta su fallecimiento.

## Biografía
Estudió en Italia con Maud Datour. En Roma, realizó su primera exposición individual en 1936. El año siguiente se transfirió al Brasil, habiendo fijado residencia en Río de Janeiro.
A los pocos meses de su llegada, conoció a Cándido Portinari de quien se tornó alumno y principal ayudante, habiendo participado en la ejecución de dos grandes paneles y murales ejecutados por el maestro.

## Exposiciones
- 1935 - Participa de la "I Quadriennale Nazionale d’Arte", en Roma.
- 1940 - Primera exposición individual en Brasil, en el Copacabana Palace Hotel de Río de Janeiro. Ese mismo año gana la medalla de plata de la Sección Moderna del Salón Nacionak de Bellas Artes de la misma ciudad.
- 1941; 42; 54; 56; 58; 61; 66 68; 70; 71; 72; 73; 75; 76; 78; 80; 81; 82; 83 85; 92; 93; 95; 96; 97; 98; y 2000 - Exposiciones individuales y colectivas en varias ciudades del Brasil.
- 1951 - Participa de la 1ª Bienal Internacional de São Paulo-
- 1954 - Participa, en Río de Janeiro del "Salão Preto e Branco", en el Palacio de la Cultura y del 8º Salón Nacional de Artes Plásticas - Sala Especial.
- 1960 - Participa, en Ciudad de México (México) de la 2ª Bienal Interamericana de México.
- 1963 - Europa - Exposición de América y España - itinerante.
- 1964 - Exposición individual en Lisboa y New Orleans (EUA).
- 1965 - Exposición individual en la Galería de la “Casa do Brasil”, en Roma.
- 1967 - Tel Aviv (Israel) - Individual. Roma - Individual, en la Galería Piazza di Spagna.
- 1981 - París (Francia) - Sal;on de la "Société Nationale des Beaux-Arts".